# Ernest Christophe
Pour les articles homonymes, voir Christophe.
Ernest Louis Aquilas Christophe, né le 15 janvier 1827 à Loches (Indre-et-Loire) et mort le 14 janvier 1892 à Paris (17e arrondissement), est un sculpteur français, élève de Rude et ami de Baudelaire. Il est inhumé au cimetière des Batignolles.

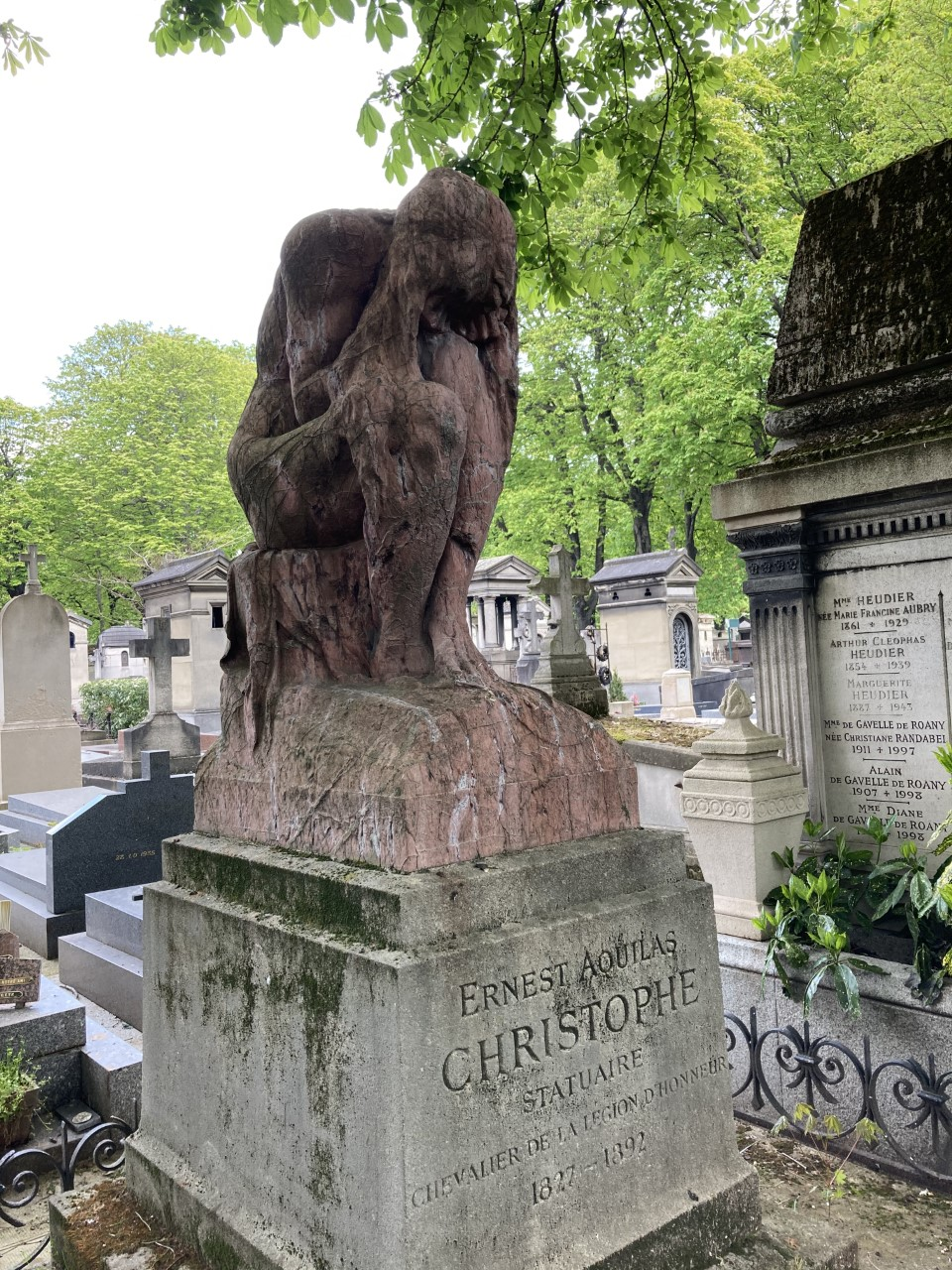
Tombe d'Ernest Christophe (cimetière des Batignolles).

## Biographie
Ernest Christophe est né à Loches le 15 janvier 1827,. Fils d'un avocat de la ville, il vient à Paris et entre dans l'atelier de François Rude qui le fait travailler au monument de Godefroy Cavaignac, comme l'indique la signature : Rude et Christophe, son jeune élève,.
Et cependant, sa part dans l'exécution de cette œuvre a dû être bien minime. Tout au plus a-t-il modelé le linceul d'après les indications de Rude qui, ensuite, retoucha son ouvrage. M. de Fourcaud écrit en effet : « J'ai entendu dire par Christophe : Il est resté très peu de ce que j'avais fait. Je ne peux guère me flatter que d'avoir massé le suaire. Si M. Rude voulut mettre mon nom auprès du sien à la hase de son modèle, ce fut par pure bonté de sa part. » 
Baudelaire lui dédie son poème Danses macabres (« A Ernest Christophe, statuaire ») dans Les Fleurs du Mal et écrit le compte rendu de la Danse macabre d'Ernest Christophe dans le Salon de 1859. Le poète lui dédie aussi le poème Masque.
Christophe, qui avait une assez grosse fortune, a peu produit. Il a exposé pour la première fois en 1850, et, jusqu'en 1893, a pris part au Salon d'une façon très irrégulière. Une de ses statues, le Masque, avec laquelle il a obtenu une médaille de troisième classe en 1875, est placée au Jardin des Tuileries. Le Musée du Luxembourg possède de lui deux groupes, la Fatalité et le Baiser suprême. Il est mort à Paris le 14 janvier 1892.

## Œuvres

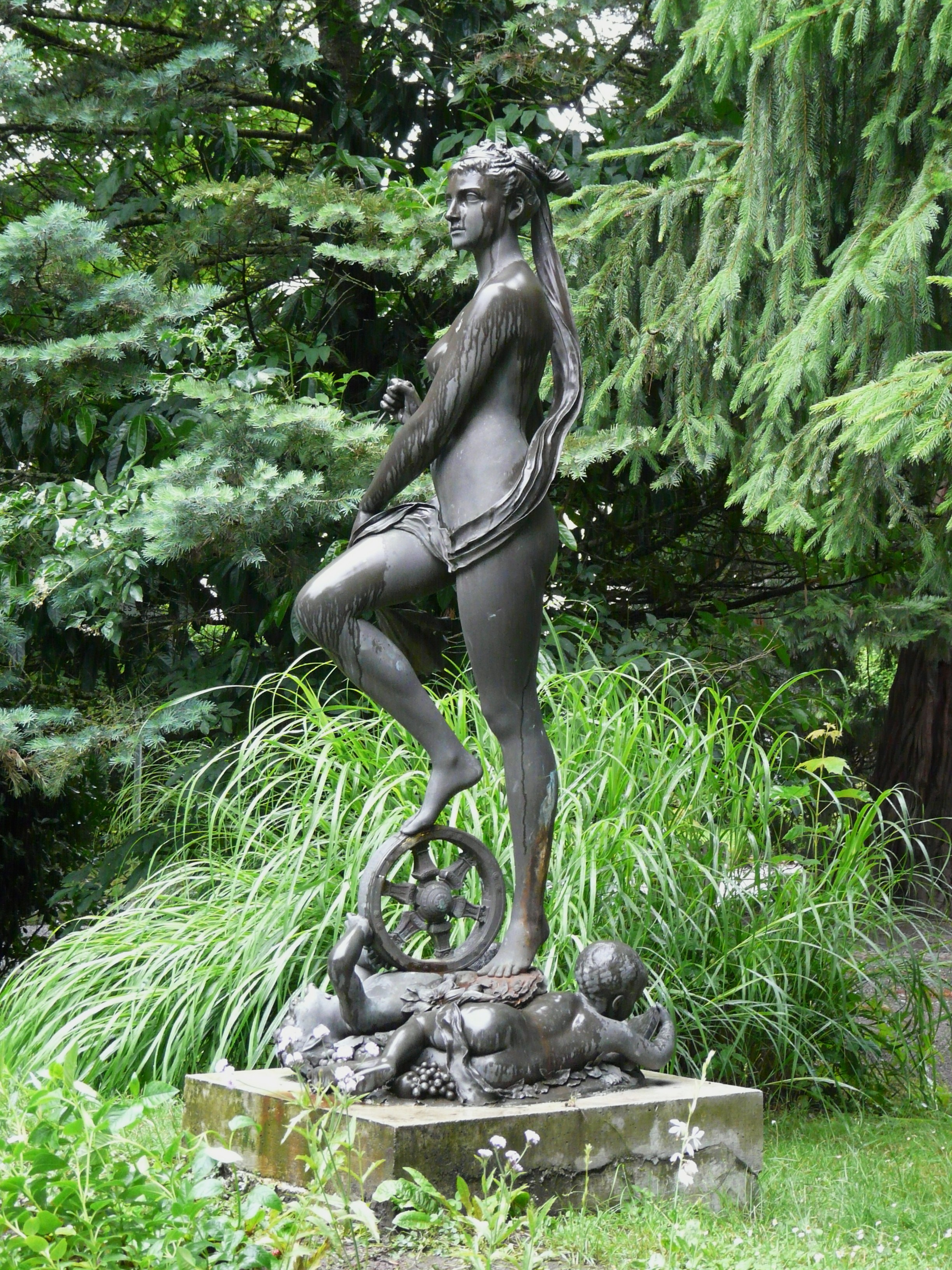
La Fortune, statue en bronze à Bagnères-de-Luchon.

- Gisant de Godefroi Cavaignac, cimetière de Montmartre, Paris (coréalisation avec son maître, François Rude).
- Esclave, bronze, 1851[7].
- La Danse macabre, 1859, Terracotta[8].
- Monument à la mémoire d'Eugène Despois, cimetière du Montparnasse, Paris.
- Le Baiser suprême, 1891, Musée de Tessé, Le Mans.
- La Comédie humaine, dite « Le Masque », 1876[9], musée d'Orsay.
- La Fortune, bronze, parc du casino de Bagnères-de-Luchon.
- Portrait d’Eugène Fromentin (médaillon sur le monument funéraire du peintre), bronze, La Rochelle, cimetière Saint-Maurice.